# José Van Tuyne
José Daniel Van Tuyne (n. el 13 de diciembre de 1954 en Rosario, Argentina) es un exfutbolista argentino nacionalizado neerlandés.

## Trayectoria
Van Tuyne empezó su carrera futbolística en Rosario Central en 1974. Se unió a Talleres de Córdoba en el año 1980, donde sin embargo solo jugó un año. Al año siguiente, en 1981, se fue a Racing Club. En 1982, Van Tuyne se marchó al fútbol colombiano, para disputar 5 temporadas con Millonarios Fútbol Club. En el año 1987, José Van Tuyne se retiró.

## Selección nacional
Van Tuyne fue seleccionado por la selección argentina para la Copa América 1979 y la Copa Mundial de Fútbol de 1982.

### Participaciones en Copa América
| Copa              | Sede          | Resultado    |
| ----------------- | ------------- | ------------ |
| Copa América 1979 | Sin sede fija | Primera fase |

### Participaciones en Copas del Mundo
| Mundial                        | Sede   | Resultado     |
| ------------------------------ | ------ | ------------- |
| Copa Mundial de Fútbol de 1982 | España | Segunda ronda |

## Clubes
| Club                | País      | Año       | PJ  | Goles |
| ------------------- | --------- | --------- | --- | ----- |
| Rosario Central     | Argentina | 1972-1979 | 161 | 1     |
| Talleres de Córdoba | Argentina | 1980      | 43  | 2     |
| Racing Club         | Argentina | 1981      | 37  | 2     |
| Millonarios         | Colombia  | 1982-1985 | 106 | 8     |
| Total               | Total     | Total     | 349 | 13    |

#### Selección nacional
| Selección Argentina | Selección Argentina | Selección Argentina |
| Año                 | Partidos            | Goles               |
| ------------------- | ------------------- | ------------------- |
| 1979                | 6                   | 0                   |
| 1980                | 3                   | 0                   |
| 1981                | 1                   | 0                   |
| 1982                | 1                   | 0                   |
| Total               | 11                  | 0                   |